# 麦克利 (华盛顿州)
麦克利（英文：McCleary），是美国华盛顿州格雷斯港县下属的一座城市。根据 2000年美国人口普查，该市有人口1,454人。根据2010年美国人口普查，该市有人口1,653人。而2011年估计该市有1,647人。